# Municipio de Cerro de las Cuentas
El municipio de Cerro de las Cuentas es uno de los municipios del departamento de Cerro Largo, Uruguay. Su sede es la localidad homónima.

## Localización
El municipio se encuentra situado en la zona sur del departamento de Cerro Largo.

## Historia
El municipio fue creado el 25 de octubre de 2018 por decreto de la Junta Departamental de Cerro Largo n°29/2018. Dicho decreto determinó además que su territorialidad municipal corresponde a las series electorales GCD y GFC de ese departamento.

## Autoridades
La autoridad del municipio es el Concejo Municipal, integrada por cinco miembros: un alcalde (que lo preside) y cuatro concejales.
| N° | Alcalde                | Partido          | Inicio del mandato      | Fin del mandato     | Observaciones                                                                                       |
| -- | ---------------------- | ---------------- | ----------------------- | ------------------- | --------------------------------------------------------------------------------------------------- |
| 1  | Humberto Jorge Allende | Partido Nacional | 27 de noviembre de 2020 | 23 de julio de 2024 | Alcalde electo. Cesó del cargo por ser condenado por la justicia penal por abuso sexual y lesiones. |